# Alfonso II d'Este
Alfonso II d'Este (Ferrara, 22 novembre 1533 – Ferrara, 27 ottobre 1597) fu il quinto duca di Ferrara, Modena e Reggio e l'ultimo a reggere il Ducato di Ferrara dal 1559 fino alla sua morte. Non ebbe figli legittimi e Ferrara, sino ad allora capitale del ducato estense, alla sua morte ritornò (quale antico feudo papale) sotto la sovranità dello Stato Pontificio con la devoluzione di Ferrara, mentre Modena e Reggio passarono per volontà imperiale ad un ramo cadetto legittimato della Casa d'Este.

## Biografia

### Giovinezza e ascesa

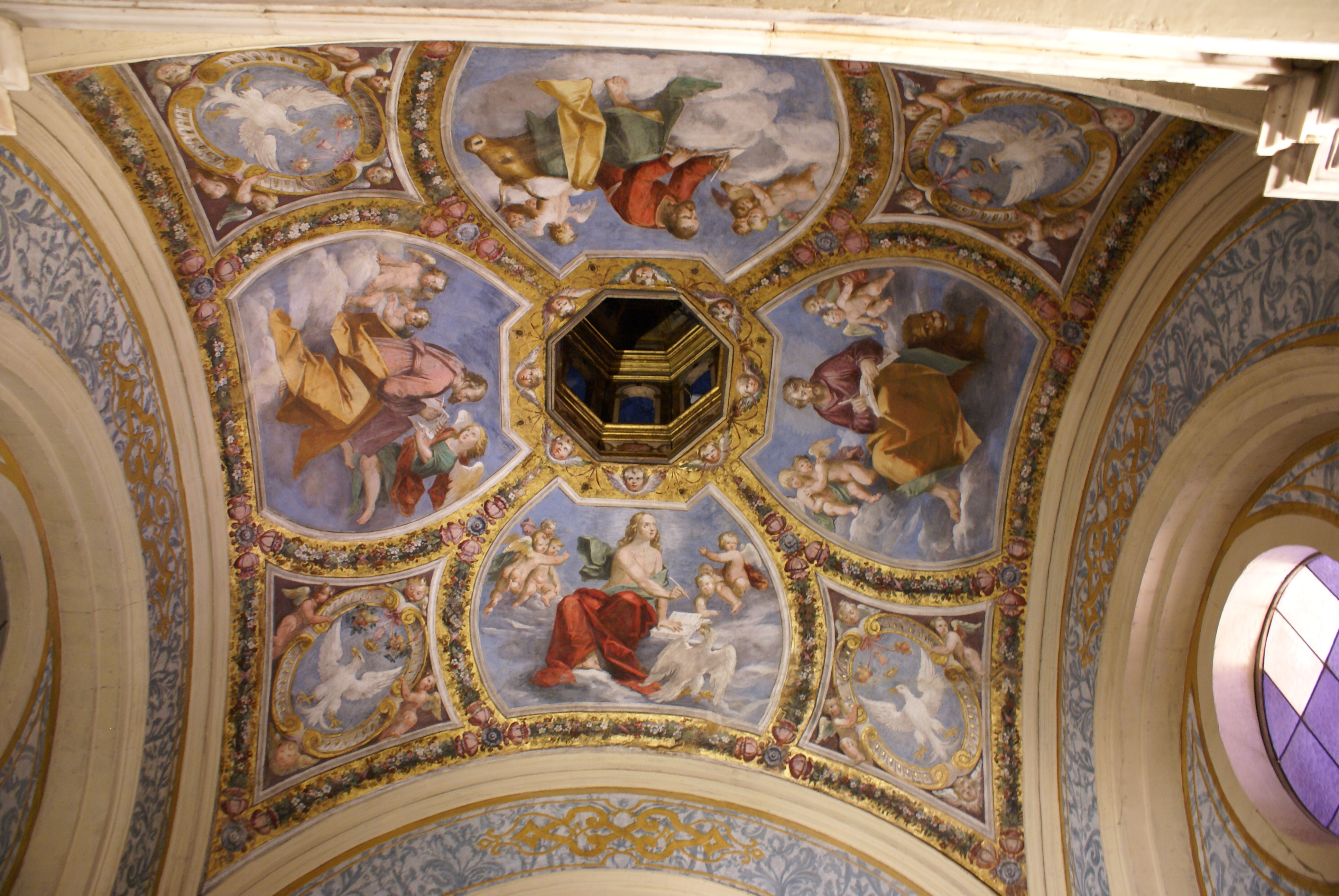
Soffitto affrescato della cappella del Castello Estense, detta di Renata di Francia

Figlio di Ercole II d'Este e di Renata di Francia, fu sempre legato alla famiglia d'origine della madre e, sin da piccolo, visse per lunghi periodi presso la corte francese, ospite del cugino Enrico II.
Si trovava in Francia anche quando, il 3 ottobre 1559, morì il padre e venne chiamato a Ferrara per la successione al potere ed il suo insediamento sul trono ducale.
Alfonso così partì per tornare nella capitale estense; si imbarcò sulla costa francese ed arrivò a Livorno, attraversò la Garfagnana e gli Appennini, passò anche per Modena ed infine giunse a Ferrara, dove prese ufficialmente il potere.
Una delle sue prime decisioni come duca fu quella di graziare Giulio d'Este, che era tenuto prigioniero ormai da 53 anni nel Castello Estense. Un secondo atto importante, su precisa richiesta del papa Pio IV, fu l'allontanamento della madre, Renata di Francia, dalla corte estense, nel 1560. La madre, infatti, di fede calvinista, era sempre stata sgradita al papato, che non accettava le sue posizioni calviniste e che, già durante il ducato di Ercole II, aveva mandato emissari da Roma per controllare la presenza di ospiti indesiderati invitati e protetti da Renata alla corte ferrarese.

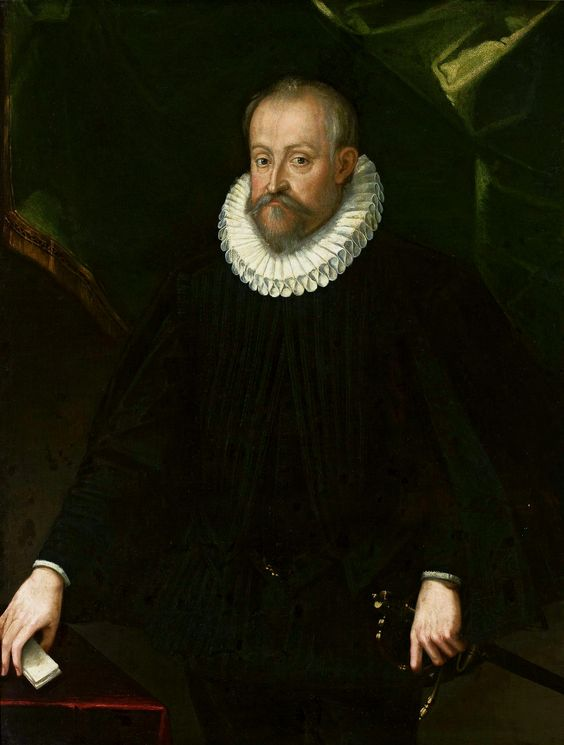
Alfonso II d'Este ritratto da Hans von Aachen negli anni '90 del XVI secolo, Museo nazionale di Varsavia

### Matrimoni
Al momento dell'investitura era sposato con Lucrezia di Cosimo I de' Medici, che morì nel 1561 lasciandolo senza figli. In seguito sposò Barbara d'Austria, anche se le nozze vennero ritardate a causa della morte del padre di lei, Ferdinando I d'Asburgo. Quando finalmente furono celebrate, nel 1565, Alfonso aveva ormai stretto una forte alleanza con l'Austria e l'anno successivo andò con le sue forze in sostegno dell'imperatore Massimiliano II d'Asburgo, impegnato nella guerra austro-turca. Questa scelta venne dettata anche dal tentativo di ottenere altre opportunità, sia personali sia per il casato, di mantenere il potere in una situazione complessa come quella degli Este, che erano contemporaneamente feudatari dello Stato Pontificio e del Sacro Romano Impero.
La seconda moglie, Barbara, morì nel 1572 e Alfonso II si trovò ancora senza discendenti. Per ragioni dinastiche cercò una terza moglie e la scelta cadde su Margherita Gonzaga, di 31 anni più giovane ed appartenente ad una casata tradizionalmente vicina agli estensi. Ancora una volta, tuttavia, Alfonso non ebbe eredi.

### Duca di Ferrara, Modena e Reggio
Il duca gestì il potere in un periodo di sostanziale staticità di equilibri in Italia, in attesa di occasioni di affermazione per il suo Stato che non arrivarono, ormai stretto tra impero asburgico e dominio spagnolo. Al suo servizio, come già era avvenuto col suo predecessore Ercole II, lavorò Annibale Borgognoni, uno dei più famosi maestri delle artiglierie del 1500.
Con lui la corte di Ferrara raggiunse livelli di sfarzo e magnificenza mai raggiunti prima e le dimore degli estensi raggiunsero il massimo splendore. Ad esempio, su suo incarico, venne progettata e costruita dall'architetto Alessandro Balbi, nel Castello Estense, la cappella detta di Renata di Francia. Le grandi spese sostenute per tali opere e per le numerose celebrazioni di quel periodo produssero problemi alle casse pubbliche, che spesso si trovarono in difficoltà e lo costrinsero ad aumentare le tasse.
Ospitò poeti ed artisti, proseguendo così nella tradizione estense. Fu protettore di Torquato Tasso e continuò nella politica di rafforzamento militare, anche se l'evoluzione politica internazionale non offriva molte occasioni per dimostrare la sempre temibile potenza delle artiglierie estensi. 
Ad Alfonso II alcuni storici attribuiscono la volontà di far costruire in un'ampia area scoperta, che corrisponde circa all'attuale parcheggio in Contrada di Borgoricco, il Teatro del Cortile. Secondo altri, invece, il teatro sarebbe stato costruito solo nel 1610, secondo un progetto dall'architetto Giovan Battista Aleotti.

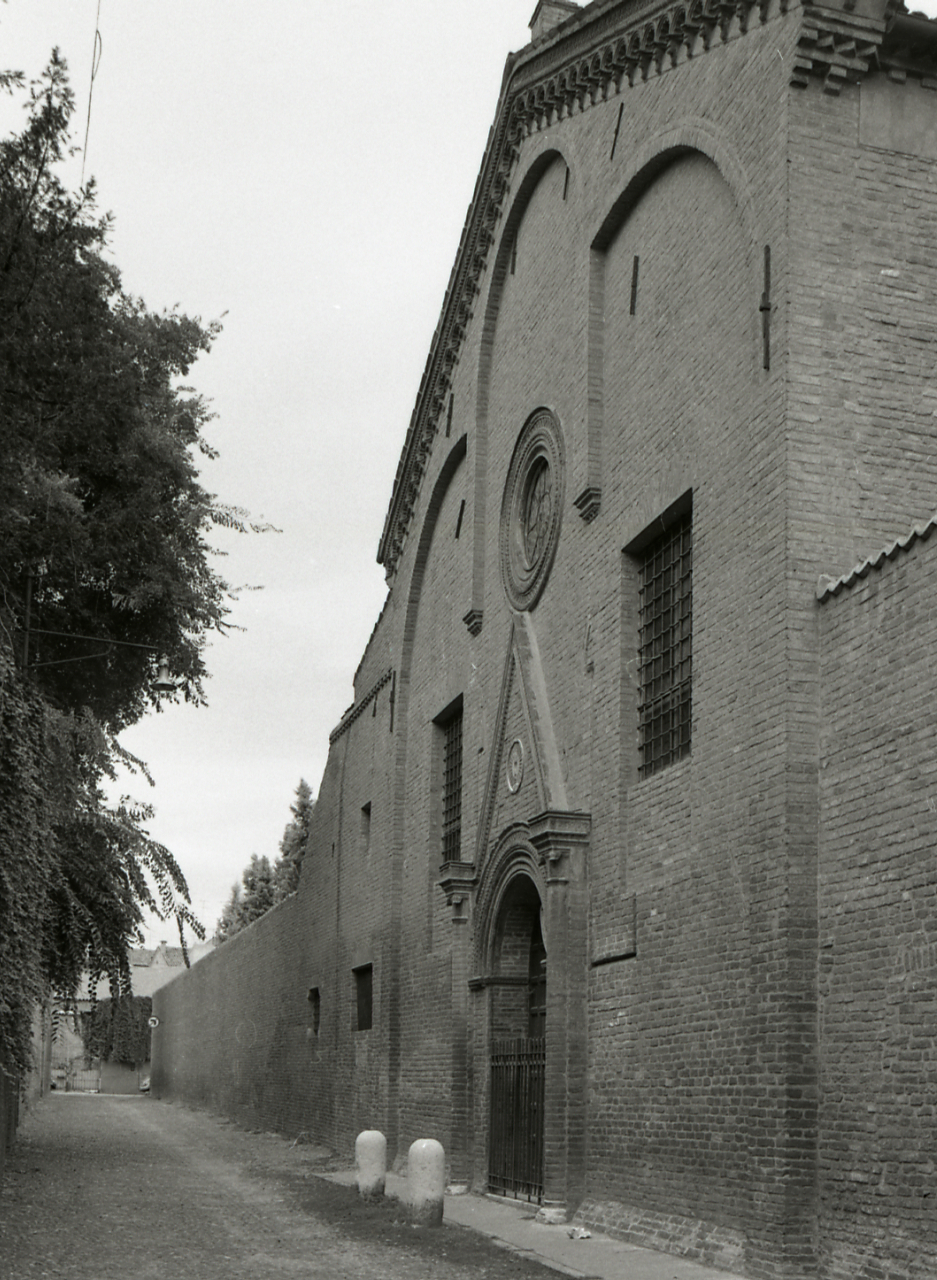
Ingresso della chiesa del monastero del Corpus Domini dove è sepolto Alfonso II, in un'immagine di Paolo Monti del 1974

Durante il ducato di Alfonso II Ferrara fu colpita da uno sciame sismico con picchi nel 1561, nel 1570 e nel 1591. A tal riguardo è interessante ricordare la presenza a Ferrara in quegli anni di Pirro Ligorio, che fu successore di Michelangelo nella Fabbrica di San Pietro a Roma e che, trasferitosi nella capitale estense ed assistendo agli effetti devastanti del terremoto sugli edifici, ebbe l'intuizione della prima casa edificata con criteri antisismici
Nel 1593 tutto il territorio subì un periodo di carestia che ebbe effetti pesanti sulla popolazione.

### Ultimi anni e morte
Come signore di Ferrara non seppe ottenere dal popolo il sostegno che altri prima di lui in qualche modo avevano raggiunto con più successo, perché molta parte della popolazione versava in condizioni difficili e, da parte delle famiglie nobili, andava crescendo la preoccupazione di poter perdere i priviligi dei quali godevano. Sembra infatti che, da una parte, non sapesse opporsi ai suoi ministri che aumentavano i tributi dovuti allo Stato e, dall'altra parte, fosse lui stesso causa di grandi spese per organizzare eventi e celebrazioni, mantenendo al Castello Estense un livello da grande corte europea. Quando morì non si fecero particolari cerimonie e il suo corpo venne trasportato in modo semplice in una bara di legno senza corteo, ma con il solo accompagnamento di pochi religiosi, e sepolto nel monastero del Corpus Domini sotto una pietra tombale sulla quale non venne neppure inciso il suo nome.

### Devoluzione di Ferrara
Una Bolla pontificia emanata il 3 maggio 1567 da papa Pio V, la Prohibitio alienandi et infeudandi civitates et loca Sanctae Romanae Ecclesiae, puntualizzò ufficialmente ed esplicitamente che il ducato avrebbe potuto rimanere feudo affidato agli Este solo in presenza di eredi legittimi e non, come stava progettando Alfonso II, che fosse pensabile passare tale diritto al ramo secondario della casata, quella dei marchesi di Montecchio, ed in particolare al cugino Cesare d'Este.
Alfonso, quando era ancora in vita, tentò inutilmente di avere eredi legittimi. Non riuscendovi, designò alla sua successione il cugino Cesare d'Este. Tale atto fu riconosciuto dall'Impero, ma non dalla Chiesa, in quanto il padre di Cesare, Alfonso, era solo figlio naturale del duca Alfonso I d'Este e di Laura Dianti e questo contrastava con le precise disposizioni della bolla pontificia.
Alla sua morte, quindi, papa Clemente VIII si riappropriò della città e riportò Ferrara sotto la diretta giurisdizione dello Stato Pontificio, escludendo da quel momento gli Este da ogni diritto sulla città. Tale passaggio di poteri è noto come devoluzione di Ferrara allo Stato Pontificio.
Dopo la sua morte Alfonso II venne sepolto a Ferrara nel monastero del Corpus Domini e Cesare d'Este percorse in carrozza per l'ultima volta, il 28 gennaio 1598, la bellissima via degli Angeli per uscire poi dalla porta degli Angeli, che in seguito venne chiusa.

## Letteratura
Alfonso II fu il dedicatario della Gerusalemme liberata di Torquato Tasso (il quale soggiornò a lungo alla corte estense ed ebbe un rapporto difficile e altalenante col duca) che nel proemio scrive: 

## Nella cultura di massa
Alfonso II è identificato nell'io parlante di My Last Duchess (La mia ultima duchessa), il monologo drammatico in versi di Robert Browning pubblicato per la prima volta con il titolo «Italy» nel 1842 nella raccolta Dramatic Lyrics (Liriche drammatiche).

## Ascendenza
|                      |                         |                           | Genitori                  |  |  | Nonni |  |  | Bisnonni        |  |  | Trisnonni          |  |
|                      |                         |                           |                           |  |  |       |  |  | Ercole I d'Este |  |  | Niccolò III d'Este |  |
|                      |                         |                           |                           |  |  |       |  |  | Ercole I d'Este |  |  | Niccolò III d'Este |  |
|                      |                         | Ricciarda di Saluzzo      |                           |  |  |       |  |  | Ercole I d'Este |  |  |                    |  |
| Alfonso I d'Este     |                         |                           |                           |  |  |       |  |  | Ercole I d'Este |  |  |                    |  |
|                      |                         | Eleonora d'Aragona        | Ferdinando I di Napoli    |  |  |       |  |  |                 |  |  |                    |  |
|                      |                         | Eleonora d'Aragona        | Ferdinando I di Napoli    |  |  |       |  |  |                 |  |  |                    |  |
|                      |                         | Eleonora d'Aragona        | Isabella di Chiaromonte   |  |  |       |  |  |                 |  |  |                    |  |
| Ercole II d'Este     |                         | Eleonora d'Aragona        |                           |  |  |       |  |  |                 |  |  |                    |  |
|                      |                         | Papa Alessandro VI        | Jofré Llançol i Escrivà   |  |  |       |  |  |                 |  |  |                    |  |
|                      |                         | Papa Alessandro VI        | Jofré Llançol i Escrivà   |  |  |       |  |  |                 |  |  |                    |  |
|                      |                         | Papa Alessandro VI        | Isabel de Borja           |  |  |       |  |  |                 |  |  |                    |  |
| Lucrezia Borgia      |                         | Papa Alessandro VI        |                           |  |  |       |  |  |                 |  |  |                    |  |
|                      |                         | Vannozza Cattanei         | Giacomo Cattanei          |  |  |       |  |  |                 |  |  |                    |  |
|                      |                         | Vannozza Cattanei         | Giacomo Cattanei          |  |  |       |  |  |                 |  |  |                    |  |
|                      |                         | Vannozza Cattanei         | Mencia Pinctoris          |  |  |       |  |  |                 |  |  |                    |  |
| Alfonso II d'Este    |                         | Vannozza Cattanei         |                           |  |  |       |  |  |                 |  |  |                    |  |
|                      | Carlo di Valois-Orléans | Luigi I di Valois-Orléans |                           |  |  |       |  |  |                 |  |  |                    |  |
|                      | Carlo di Valois-Orléans | Luigi I di Valois-Orléans |                           |  |  |       |  |  |                 |  |  |                    |  |
|                      | Carlo di Valois-Orléans | Valentina Visconti        |                           |  |  |       |  |  |                 |  |  |                    |  |
| Luigi XII di Francia | Carlo di Valois-Orléans |                           |                           |  |  |       |  |  |                 |  |  |                    |  |
|                      |                         | Maria di Clèves           | Adolfo I di Kleve         |  |  |       |  |  |                 |  |  |                    |  |
|                      |                         | Maria di Clèves           | Adolfo I di Kleve         |  |  |       |  |  |                 |  |  |                    |  |
|                      |                         | Maria di Clèves           | Maria di Borgogna         |  |  |       |  |  |                 |  |  |                    |  |
| Renata di Francia    |                         | Maria di Clèves           |                           |  |  |       |  |  |                 |  |  |                    |  |
|                      |                         | Francesco II di Bretagna  | Riccardo, conte d'Etampes |  |  |       |  |  |                 |  |  |                    |  |
|                      |                         | Francesco II di Bretagna  | Riccardo, conte d'Etampes |  |  |       |  |  |                 |  |  |                    |  |
|                      |                         | Francesco II di Bretagna  | Margherita d'Orléans      |  |  |       |  |  |                 |  |  |                    |  |
| Anna di Bretagna     |                         | Francesco II di Bretagna  |                           |  |  |       |  |  |                 |  |  |                    |  |
|                      |                         | Margherita di Foix        | Gastone IV di Foix        |  |  |       |  |  |                 |  |  |                    |  |
|                      |                         | Margherita di Foix        | Gastone IV di Foix        |  |  |       |  |  |                 |  |  |                    |  |
|                      |                         | Margherita di Foix        | Eleonora I di Navarra     |  |  |       |  |  |                 |  |  |                    |  |
|                      |                         | Margherita di Foix        |                           |  |  |       |  |  |                 |  |  |                    |  |